# Filmstandarte

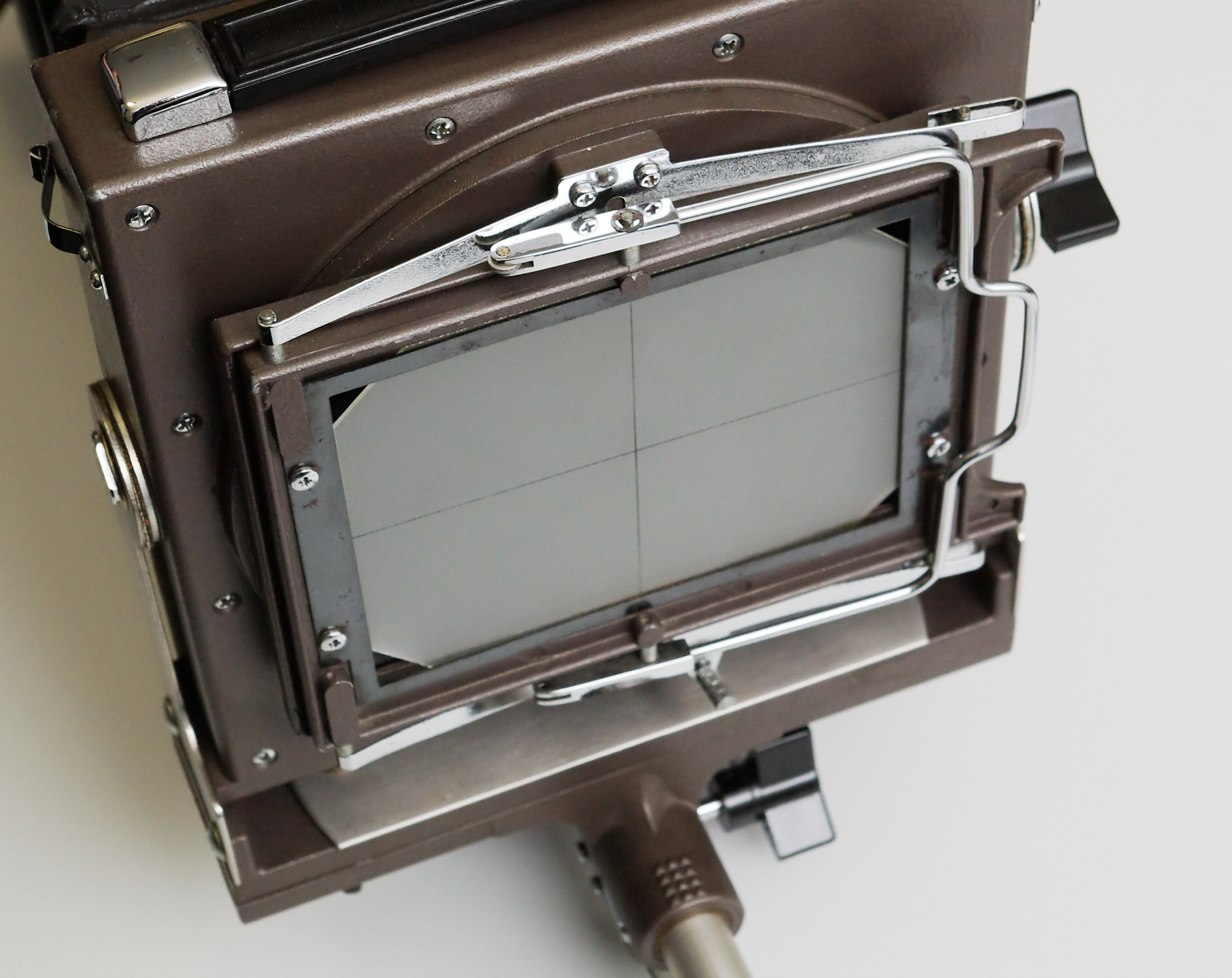
Filmstandarte einer Großformatkamera mit Einstellscheibe

Die Filmstandarte dient der Aufnahme der Einstellscheibe, des Films, einer Fotoplatte oder eines Digibacks an einer Fachkamera. Bei derartigen Kameras ist die Filmstandarte mit der Vorrichtung zur Aufnahme des Objektivs, der Objektivstandarte, mit einem Balgen verbunden. Sie können gegeneinander verstellt werden, um eine Perspektiv- und Tiefenschärfemanipulation nach der Scheimpflugschen Regel zu ermöglichen. Moderne Digitalrückteile in der Filmstandarte können über Kabel direkt mit einem Computer verbunden werden.